# Jadwiga Grabowska-Hawrylak
Jadwiga Grabowska-Hawrylak (29. října 1920 Tarnawce – 4. června 2018 Vratislav) byla polská architektka působící v letech 1954–1993. Významně se podílela na obnově Vratislavi po druhé světové válce a je známá svými projekty obytných a školních budov.

## Život a dílo
Narodila se v Tarnawce, na jihovýchodě Polska, jako dcera dvou učitelů. Vyrůstala v Přemyšli a maturovala v roce 1939. Po skončení 2. světové války se přestěhovala do Vratislavi, kde bylo poničeno asi 60 % zástavby. V roce 1950 Jadwiga promovala na fakultě architektury Vratislavské technické univerzity, ve své diplomové práci vypracovala návrh interiéru secesní budovy z roku 1904, kde sídlil obchodní dům bratří Baraschů.
Od roku 1951 působila ve Všeobecné stavební projekční a výzkumné kanceláři Miastoprojekt – Wrocław, kterou v letech 1963-1981 vedla. Kancelář se zabývala především rekonstrukcí historických budov zničených během války; např. činžovní domy Rynek - Ratusz 7 a 8 (1954), které byly zapsány do seznamu památek již 13 let po jejich dokončení.
Její nejznámější stavbou je modernistické obytné sídliště na náměstí Grunwaldzki, tzv. Manhattan (1973). Často se o něm píše jako o typickém příkladu brutalismu, protože při realizaci byl použit pohledový beton a keramické zdivo, ale architektka původně plánovala hladké bílé stavby s velkým množstvím zeleně na balkonech – při rekonstrukci v roce 2017 byly domy aspoň natřeny bílou barvou.
V 80. letech 20. století postupně opouští svou práci a posledním realizovaným projektem je postmoderní kostel z roku 1996.
Jadwiga Grabowska-Hawrylak byla manželkou prof. Henryk Hawrylaka, specialisty na důlní stroje. Dvě z jejich tří dětí: Katarzyna Hawrylak-Brzezowska a Maciej Hawrylak se také stali architekty, stejnou kariéru si vybrala i 4 její vnoučata.

## Ocenění
Jadwiga Grabowska-Hawrylak byla první ženou, která získala titul na fakultě architektury Vratislavské technické univerzity v roce 1950. V roce 1974 obdržela jako první žena ocenění SARP polské komory architektů, které je považované za nejvyšší architektonické ocenění v Polsku.
Na jaře 2019 byla představena její celoživotní tvorba v Centru architektury AIA na Manhattanu.

## Významné stavby
| Název                                                                | Místo     | Rok výstavby | Popis | Fotografie |
| -------------------------------------------------------------------- | --------- | ------------ | --- | ---------- |
| Vědecký dům (Dom Naukowca)                                           | Vratislav | 1957         | Desetipatrový bytový dům pro zaměstnance Vratislavské univerzity. |            |
| Základní škola (Szkoła podstawowa przy ul. Podwale)                  | Vratislav | 1957–1959    | Základní škola na ul. Podwale 71, pojmenovaná po Leonovi Kruczkowski. |            |
| Mezonetové bydlení (Galeriowiec / Mezonetowiec)                      | Vratislav | 1958–1960    | Bytový dům s mezonetovými byty a obchody v přízemí; zapsáno jako památka v roce 2017. |            |
| Sídliště Plac Grunwaldzki                                            | Vratislav | 1967–1972    | Komplex šesti 16patrových obytných budov z prefabrikovaných dílců, doplněných nízkopodlažní platformou se službami a obchody. Ploché střechy jsou pochozí, aby se oddělil provoz pěších od automobilové dopravy. Areál je přezdívaný „Manhattan“ nebo „Sedesowce“ („záchodová prkénka“ podle tvaru balkonů a oken na fasádě). |            |
| Kostel Krista Spasitele světa (Kościół Chrystusa Odkupiciela Świata) | Vratislav | 1996         | Katolický kostel navržený jako památník tisíciletí Vratislavské diecéze. Spoluautor: Maciej Hawrylak. |            |